# Jan Jacobs
Jan Jacobs (Bruxelles, 1575 – Bologna, 1650) è stato un orafo e filantropo fiammingo.

## Biografia
Stabilitosi a Bologna, divenne uno dei più importanti orefici della città.
Realizzò nel 1625 la lastra d'argento che il ricopre l'icona della Vergine odigitria con Bambino (nota anche come Madonna dei viaggiatori), esposta al Santuario della Madonna di San Luca, di Bologna e un calice conservato nello stesso santuario.
Perse in modo prematuro il figlio Pietro, che era nato 31 luglio 1608 e che era anch'esso orafo, morto il 16 novembre 1630, durante dell'epidemia manzoniana di peste. Dopo questa perdita decise di dedicare parte delle sue ricchezze all'educazione dei giovani.

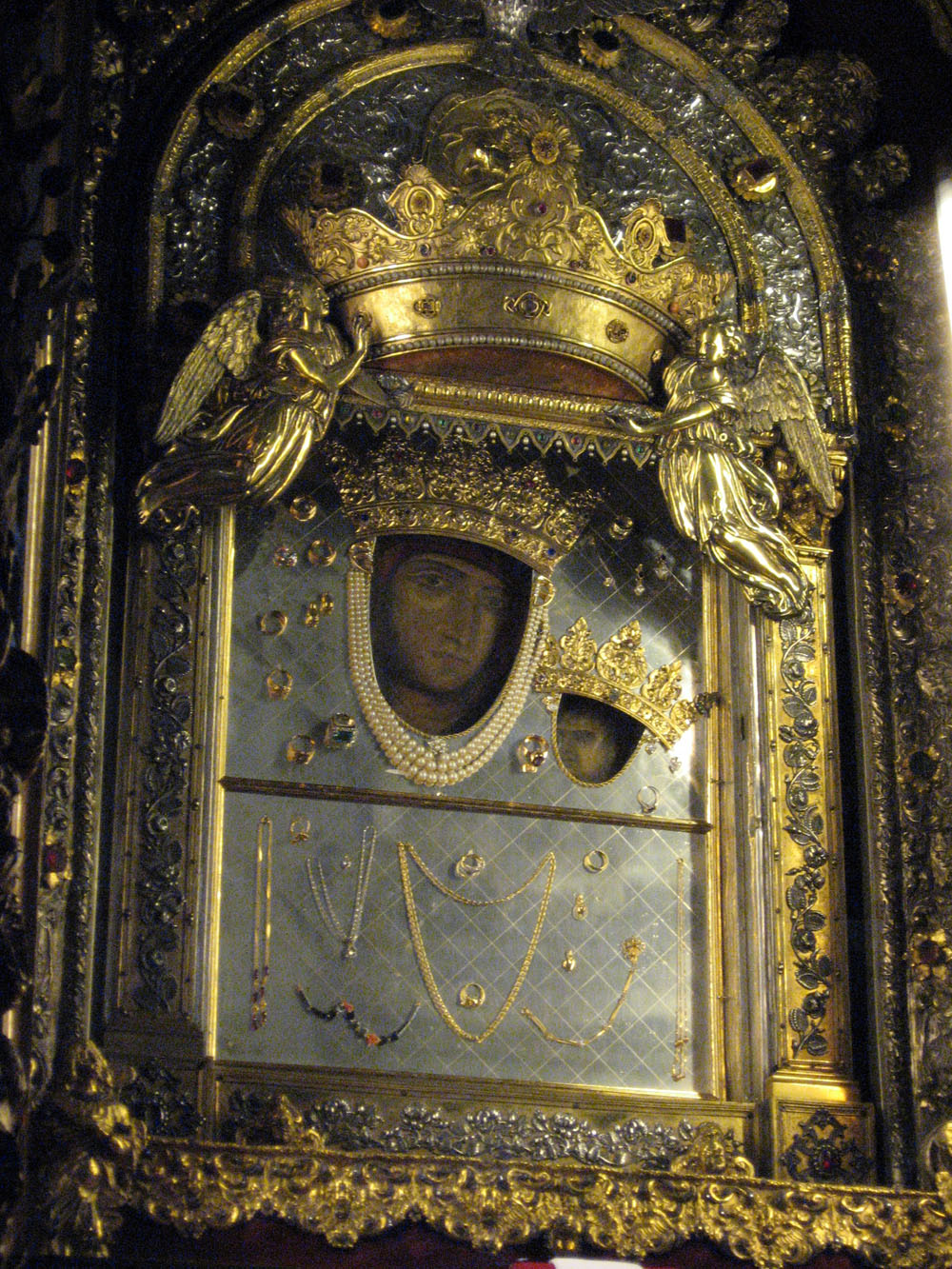
Madonna di San Luca

Tramite disposizione testamentaria, fondò a Bologna  il Collegio Jan Jacobs, o Collegio dei Fiamminghi, detto anche Collegio dei Belgi (in latino Collegium Belgarum), per dare ospitalità, presso l'Università di Bologna, a studenti fuori sede della natio fiamminga.
Le sue fattezze sono conosciute grazie a un ritratto di Guido Reni.